# Dassault Mirage 5
Dassault Mirage 5 je francouzský jednomístný nadzvukový útočný letoun vyvinutý v 60. letech 20. století Dassault Aviation. Vycházel z letounu Dassault Mirage III a jeho variantou je izraelský IAI Nešer. Letoun je také schopný nést jaderné zbraně.

## Vývoj

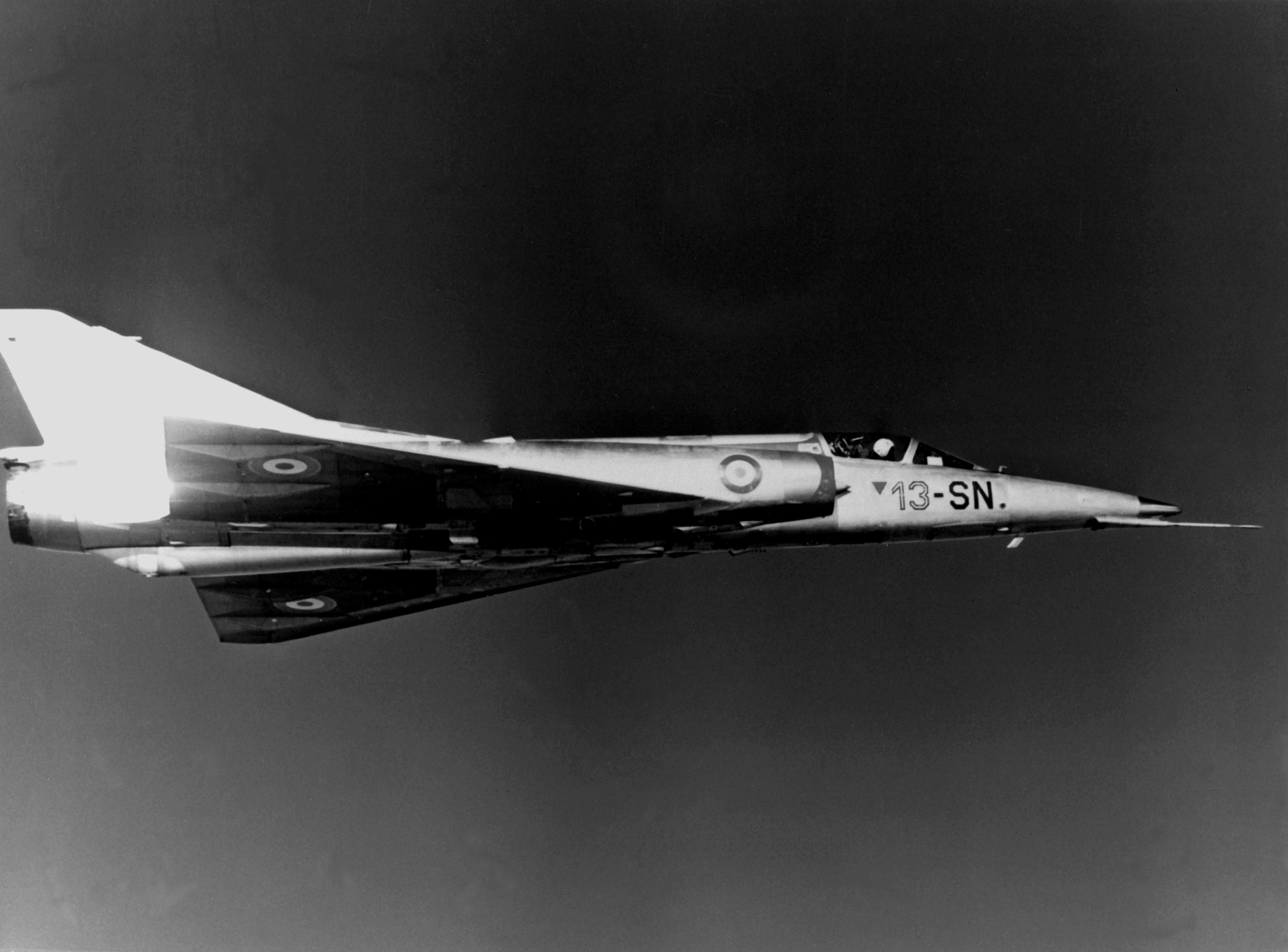
Prototyp Mirage 5 v roce 1967

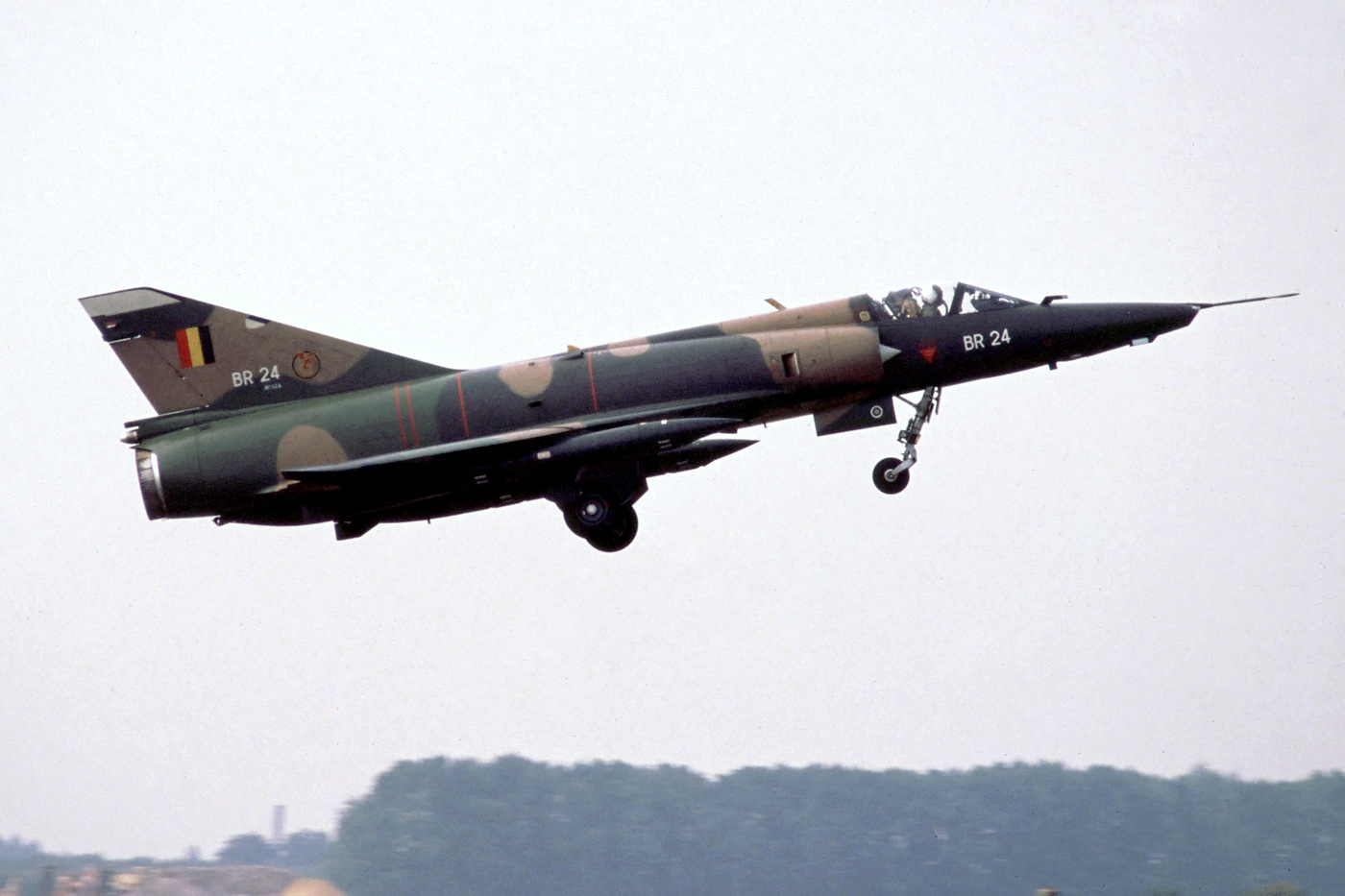
Vzlétající Mirage 5BA belgického letectva v roce 1989.

Letoun Mirage 5 byl zkonstruován na základě objednávky Chel Ha Avir z roku 1965, které požadovalo letoun Dassault Mirage IIICJ bez radiolokátoru pro útoky na pozemní cíle ve dne a za jasného počasí. Absence radaru ve zúžené přídi a přídavného raketového motoru dovolila navýšit zásobu pohonných hmot a zvětšit počet podvěsné výzbroje.
Prototyp letounu poprvé vzlétl 19. května 1967 a společnost Dassault následně zahájila výrobu 50 kusové série, kterou Izrael objednal v září 1966. Po zákazu exportu zbraní do Izraele generálem Charlesem de Gaullem se Mirage dále vyráběly a Armée de l'Air převzalo 50 letounů označených Mirage 5F. Stroje měly instalován doplňkový radar Aida II. Dvoumístná varianta nesla označení Mirage 5D, průzkumná Mirage 5R. V roce 1968 byla serie kompletní a Izraelci poskytli konečné platby.
Na konci roku 1969 měli Izraelci ve Francii piloty na testy letadel a požádali, zda by letadla nemohla být převedena na Korsiku, aby jim bylo teoreticky dovoleno pokračovat ve výcviku i v zimě. Francouzská vláda začala být podezíravá, když se Izraelci také pokusili získat přídavné palivové nádrže a přesun zrušili. Izraelci se nakonec vzdali snahy letadel dosáhnout a přijali náhradu. Některé zdroje tvrdí, že jejich spolupráce s Francií mimo oči veřejnosti pokračovala a Izrael dostal 50 ks Mirage 5 v bednách od francouzského letectva, které mezitím převzalo 50 letadel původně určených Izraeli jako Mirage 5F. Oficiálně Izrael prohlašoval, že letadla vyrobil po získání kompletních plánů jako IAI Nešer.
Přes 500 kusů Mirage 5 bylo nakonec úspěšně exportováno do Spojených arabských emirátů (Mirage 5AD), Egypta (Mirage 5SDE), Libye, Gabonu, Pákistánu, Peru, Venezuely (Mirage 5COA) a Zaire (Mirage 5M). Dalších 106 Mirage 5BA a 5BR převzalo belgické letectvo. Část těchto strojů bylo vyrobených z dílů dodaných z Francie, zbytek byl kompletně vyroben v Belgii.
Výkonnější pohonnou jednotku SNECMA Atar 9K-50 o tahu 70,82 kN s přídavným spalováním obdržela verze Mirage 50, sériově vyráběná od roku 1979. Na tento standard mohly být modernizovány i starší letouny Mirage III a 5, jako v případě Mirage 50EV/DV z Venezuely. Nejvýkonnější letouny tohoto typu provozovalo Chile, jehož Mirage 50CN byly modernizovány za pomoci Izraele na verzi Pantera. Chilské letectvo provozovalo rovněž belgické „pětky“ modernizované na variantu MirRSIP a později Elkan.
JAR zakoupila pět cvičných Nešerů ke zkouškám pro svůj program stíhače Atlas Cheetah. Všechny letouny byly nakonce modernizovány na standard Cheetah D.

## Uživatelé

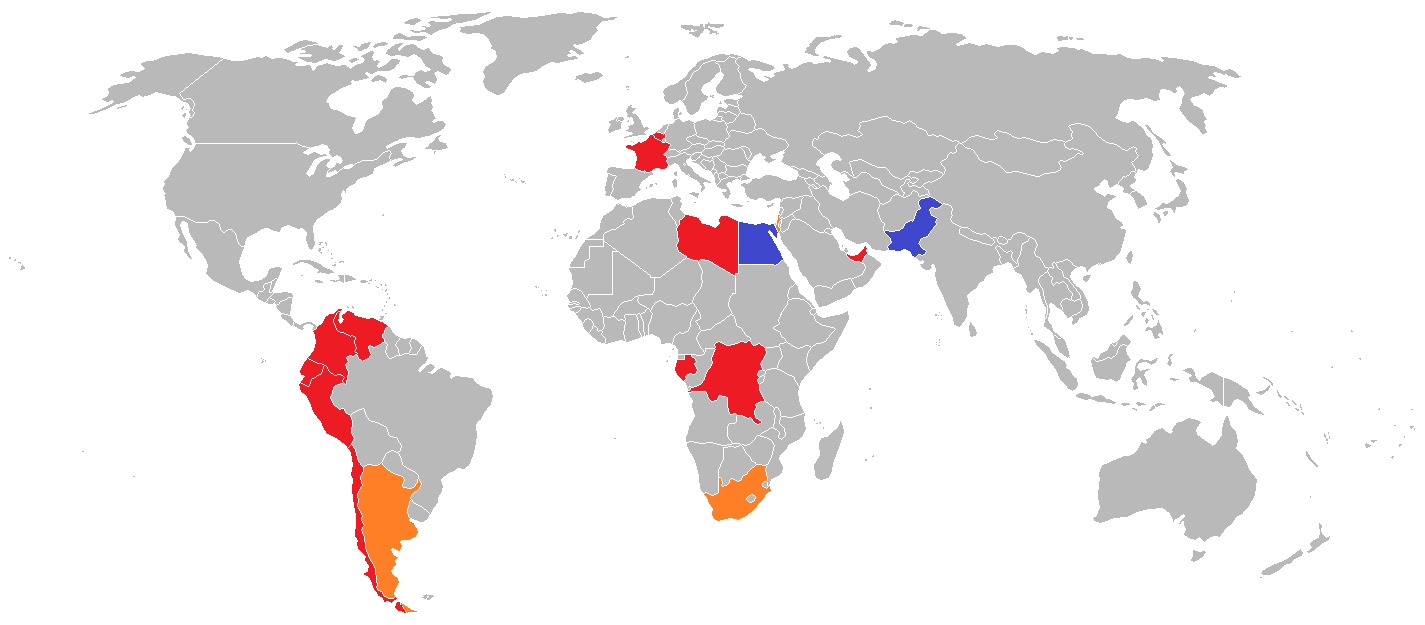
Současní (modře) a bývalí (červeně) uživatelé Mirage 5. Bývalí uživatelé úzce příbuzného IAI Nešeru (oranžově).

### Současní
- Ekvádor: 6 Mirage 50[11](darovány Venezuelou)
- Gabon: 11;[11] 1 operativní[12]
- Pákistán: 112; modernizovány pod projektem ROSE[11] (v roce 2015 plánovaná náhrada za stroje JF-17, v současnosti ve službě u Pákistánského námořnictva)

### Bývalí
- Abú Zabí:32[13] (vyřazeny, prodány do Pákistánu)
- Argentina: 23, 10 Mirage 5P a 39 IAI Nešer[10][11][14](z Peru a IAI Nešer z Izraele)
- Belgie: 106[11][15](vyřazeny v roce 1993, 25 Mirage 5M Elkan prodány do Chile[15])
- Chile: 41, 25 Mirage 5M ELKAN a 16 Mirage 50[11](vyřazeny v letech 2006–2007)
- Kolumbie: 18[11]
- Egypt: 68[11]
- Francie: 50[16]
- Izrael: 61 IAI Nešer[10](modifikovaná verze pod názvem IAI Nešer, vyřazeny, některé prodány Argentině)
- Libye: 110[11][17] (vyřazeny, prodány do Pákistánu)
- Peru: 41[11](12 zbývajících letounů vyřazeno 14. června 2008)[18]
- Venezuela: 25, 7 Mirage 5 a 18 Mirage 50[11]
- Jihoafrická republika: 5 IAI Nešer; všechny modernizovány na Atlas Cheetah[10]
- Zair: 17[11]

## Specifikace

### Hlavní technické údaje
- Rozpětí: 8,22 m[19]
- Délka: 15,55 m[19]
- Výška: 4,5 m
- Nosná plocha: 34,85 m²[19]

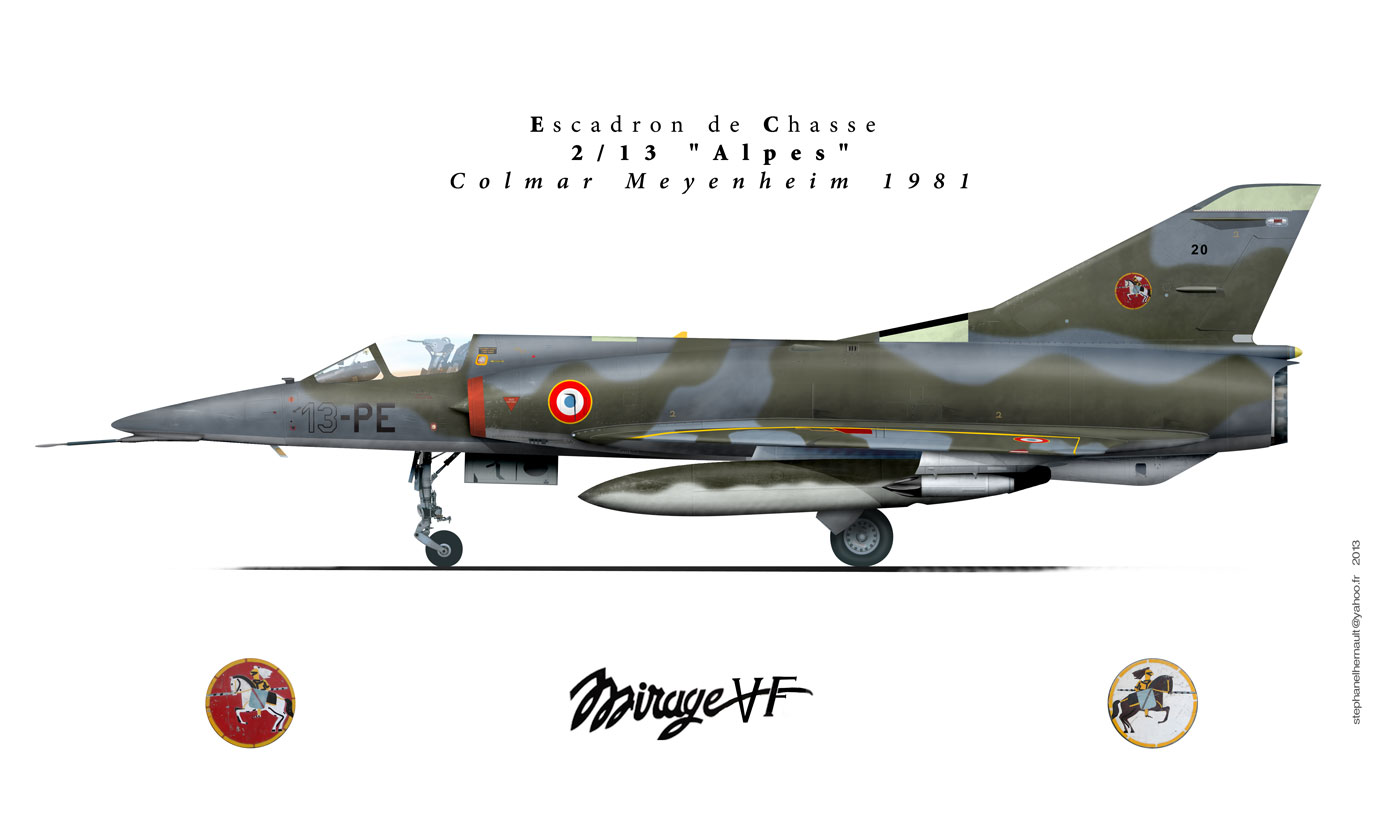
Dassault Mirage 5F, Armée de l'Air, EC 2/13 „Alpes“, 1981

- Hmotnost prázdného letounu: 6600 kg[19]
- Maximální vzletová hmotnost: 13 000 kg[19]
- Pohonná jednotka: 1 × proudový motor SNECMA Atar9C[20] o tahu 41,97 kN

### Výkony
- Maximální rychlost: 2350 km/h[19] ve výšce 12 000 m
- Cestovní rychlost: 956 km/h
- Bojový rádius: 1250 km
- Dolet: 2700 km[19]
- Dostup: 18 000 m
- Stoupavost: 186 m/s

### Výzbroj
- Kanóny: 2× 30mm kanón DEFA 552 se 125 střelami na zbraň
- Rakety: 2× kontejner Matra JL-100, každý s 19× raketami SNEB ráže 68 mm a 66 galony (250 litry) paliva
- Bomby: 4 000 kg nákladu na pěti vnějších závěsnících, včetně různých bomb, průzkumných kontejnerů nebo přídavných nádrží
- Střely: 2× AIM-9 Sidewinder nebo Matra R550 Magic